# إيرفين فالديز
إيرفين فالديز (بالإسبانية: Irvin Valdez)‏ (10 فبراير 1991 في السلفادور - ) هو لاعب كرة قدم سلفادوري في مركز الهجوم. شارك مع منتخب السلفادور لكرة القدم. أما مع النوادي، فقد لعب مع C.D. Juventud Independiente ‏ ونادي أكويلا.

## وصلات خارجية
- إيرفين فالديز على موقع قاعدة بيانات كرة القدم.إي يو (الإنجليزية)